# Убир
Убир (турски: Ubır) јесте митолошко биће из туркијске митологије које се храни животом (генерално у облику крви) живих бића, без обзира да ли се ради о немртвој особи или бићу.

## Опис
Убири су обично пријављивани као надути по изгледу и румени, тамне боје; ове карактеристике су се често приписивале недавном пијењу крви. Узроци вампирске генерације били су бројни и различити у изворном фолклору. У турским и словенским традицијама, страховало се да ће сваки леш који је прескочила животиња, посебно пас или мачка, постати један од немртвих. Убири су реанимирани лешеви који убијају жива бића како би апсорбовали животну суштину од својих жртава.
Приче о натприродним бићима која конзумирају крв или месо живих пронађена су у скоро свакој култури света вековима. Скоро сваки народ је повезивао пијење крви са неком врстом одмазде или демона, или у неким случајевима божанством.
У словенској митологији, аналогија с убиром је вампир.